# Амангельди (Уаліхановський район)
Амангельди́ (каз. Амангелді) — село у складі Уаліхановського району Північноказахстанської області Казахстану. Адміністративний центр Амангельдинського сільського округу.
Населення — 37 осіб (2021; 293 у 2009, 851 у 1999, 1499 у 1989).
Національний склад станом на 1989 рік:
- казахи — 100 %.